# Sentimental Journey
Sentimental Journey är ett musikalbum av Ringo Starr som släpptes på Apple Records 27 mars 1970. Denna skiva är Ringo Starrs första soloalbum och han spelade in den för att hylla sin mor Elsie Starkey som fyllde 70 år samma år.

## Låtlista
(kompositörens efternamn inom parentes)
1. Sentimental Journey (Ben Homer / Bud Green / Les Brown) - 3:29
2. Night & Day (Cole Porter) - 2:26
3. Whispering Grass (Doris Fisher / Fred Fisher) - 2:39
4. Bye Bye Blackbird (Mort Dixon / Ray Henderson) - 2:13
5. I'm A Fool To Care (Ted Daffan) - 2:39
6. Stardust (Hoagy Carmichael / Mitchell Parish) - 3:26
7. Blue Turning Grey Over You (Andy Razaf / Fats Waller) - 3:20
8. Love Is A Many Splendored Thing (Sammy Fain / Paul Francis Webster) - 3:07
9. Dream (Fabian André / Johnny Mercer / Wilbur Schwandt) - 2:43
10. You Always Hurt The One You Love (Doris Fisher / Allan Roberts) - 2:20
11. Have I Told You Lately That I Love (Van Morrison / Mac Wiseman / Scotty Wiseman) - 2:45
12. Let The Rest Of The World Go By (Ernest R. Ball / Karen Brennan) - 2:55

## Listplaceringar
- Billboard 200, USA: #2[1]
- UK Albums Chart, Storbritannien: #7[2]
- VG-lista, Norge: #5[3]
- Kvällstoppen, Sverige: #1[4]